# Žolíkový znak
Žolíkový znak nebo zástupný znak je v informatice prostředek umožňující zapsat jedním výrazem větší množství řetězců, obvykle jmen souborů, například zápisu Faktura_2016*.pdf vyhovují všechny soubory, jejichž jméno začíná Faktura_2016 a končí příponou .pdf.
Zápisy pomocí žolíkových znaků připomínají regulární výrazy. Mají i stejný účel a často používají stejné znaky, ale s jinými významy. Proto je nutné vždy vědět, zda má být použit žolíkový zápis nebo regulární výraz. Žolíkové zápisy jsou jednodušší a pro většinu uživatelů srozumitelnější, ale nejsou tak silné jako regulární výrazy.

## Syntaxe
Nejrozšířenějším žolíkovým znakem je hvězdička (*), která nahrazuje libovolný řetězec (i prázdný). V SQL se místo hvězdičky používá znak procento (%).
Znak otazník (?) nahrazuje libovolný jeden znak. V některých verzích SQL se místo otazníku používá znak podtržítko (_).
V OpenVMS se používá hvězdička pro libovolný řetězec a procento pro libovolný znak.
V unixových systémech jsou dostupné další zápisy:
- seznam znaků v hranatých závorkách; pomlčka umožňuje zadat rozsah znaků a stříška (^) bezprostředně za otevírací závorkou neguje seznam:
  - [02468] je libovolná sudá číslice
  - [^13579] je libovolný znak různý od liché číslice (tj. i písmena, speciální znaky, apod.)
  - [0-5] je libovolná z číslic 0 až 5.
- seznam řetězců oddělených čárkami uzavřený ve složených závorkách
  - mv /tmp/workfile/abc.{txt,old} je zkrácený zápis místo mv /tmp/workfile/abc.txt /tmp/workfile/abc.old.

Další programy mohou používat vlastní způsoby zápisu žolíkových výrazů, například v novějších verzích Microsoft Office je dostupný zápis pomocí hranatých závorek (místo stříšky se pro negaci používá vykřičník !) a použití znaku mřížka (#) pro libovolnou číslici.

## Rozdíly ve zpracování
Zatímco v unixových systémech expanduje žolíkové znaky interpret příkazů podle jmen aktuálně dostupných souborů, v systémech MS-DOS, Microsoft Windows, OpenVMS provádějí expanzi žolíkových znaků jednotlivé aplikace. Nevýhodou druhého přístupu je, že žolíkové výrazy fungují pouze v programech, které obsahují kód pro zpracování žolíkových znaků a že se způsob zpracování žolíkových výrazů může v různých programech lišit. Umožňuje však jednoduše zapsat například přejmenování skupiny souborů:
```
REN *.TXT *.DOC

```

V unixových systémech může za znakem hvězdička následovat libovolný text; COMMAND.COM v MS-DOSu a starší verze interpretu v Microsoft Windows znaky za hvězdičkou ignorovaly, zpracovávaly však zvlášť vlastní jméno a příponu, takže za hvězdičkou ve vlastním jméně mohla následovat tečka a přípona.